# Fortino di Levante
Il fortino di Levante fu costruito a Viareggio nella zona di arenile, all'altezza dell'attuale località La Lecciona per ordine del Senato lucchese nel 28 maggio 1770, su progetto di Giovanni Francesco Giusti. Nello stesso periodo fu costruito anche il fortino di Ponente, situato oltre la fossa dell'Abate.
Le due installazioni insieme al forte sulla foce del canale Burlamacca (dal 1768 aveva sostituito la torre Matilde, ormai troppo lontana dalla costa per difendere adeguatamente il porto), dal quale dipendevano, dovevano difendere la costa lucchese dai pirati nordafricani e funzionare come postazioni fisse d'osservazione. 
Attualmente non ci sono resti visibili della costruzione che sorgeva di fonte all'attuale villa Borbone in prossimità dell'edificio chiamato Casa delle Guardie.
Quando a partire da 1821 la duchessa di Lucca Maria Luisa di Borbone-Spagna fu costruita la villa Borbone fu incluso nel suo grande parco privato, oggi parte della riserva del parco naturale Migliarino-San Rossore-Massaciuccoli, rimase per pochi anni un sistema difensivo trasformandosi in abitazione, magazzino ed infine in orto.
Il 16 gennaio del 1834 Carlo Lodovico di Borbone, succeduto alla madre Maria Luisa, decretò lo smantellamento dei due fortini di Levante e Ponente; incaricò il colonnello viareggino Ippolito Zibibbi di costruire due “Batterie di Costa” col metodo di “fortificazione di campagna”, avvicinando così le difese al mare che si era ulteriormente ritirato.

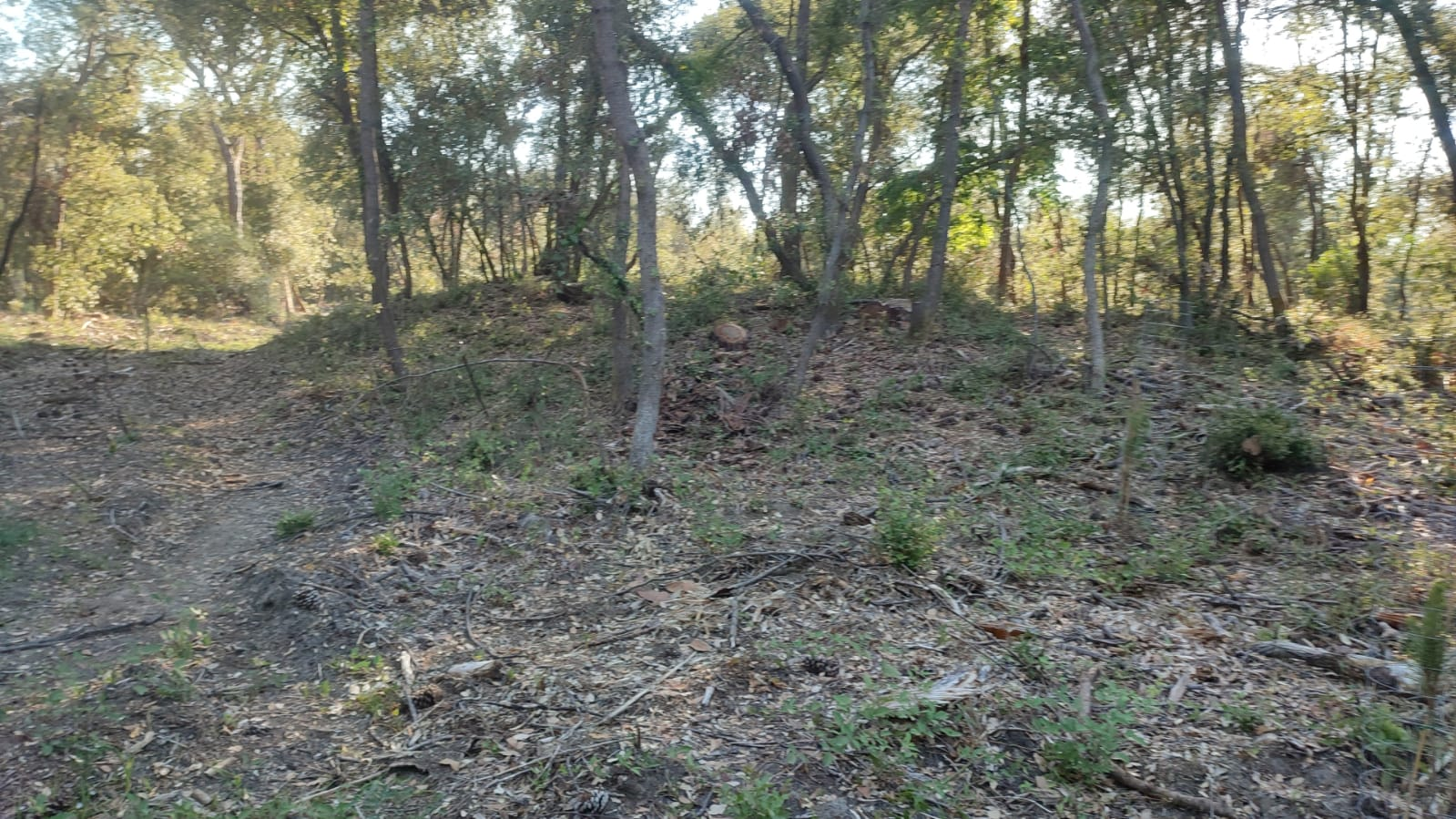
“Batteria di Costa” di Levante, fatta costruire da Carlo Lodovico di Borbone col metodo di “fortificazione di campagna”

Di questa installazione recentemente (luglio 2012) sono stati ritrovati i resti.
Nel 2021 con la nuova piantumazione che ha interessato gran parte della pineta, i resti sono diventati ben visibili.